# Els Verds (Cataluña)

## Historia y partidos políticos

### Els Verds - Ecopacifistes
Els Verds-Ecopacifistas (Los Verdes-Ecopacifistas) liderados por Josep Lluis Freijo y Jordi Bigas. Herederos de Alternativa Ecologista de Catalunya, han transitado con diferentes nombres. De carácter verde, son el socio en Cataluña de la organización Los Verdes-Grupo Verde y han impulsado en Cataluña el proyecto Mesa de Unidad de los Verdes como organización unitaria ecologista autónoma tanto del PSOE como de Izquierda Unida.

### Otros
Existen también antiguas secciones locales y comarcales de la confederación que antes la división se convirtierón en organizaciones autónomas desligadas de las organizaciones en disputa. Els Verds del Valles Oriental es la principal de estas.
Ya inactiva se encuentra Els Verds i Mes, candidatura ecosocialista y de los movimientos sociales nacida de los sectores más reacios de la antigua EV-CEC al pacto con IC que en Barcelona la encabeza la concejal Roser Veciana. Se presentaron también coaligados con Esquerra Republicana de Catalunya en Lérida y con una agrupación de independientes de izquierda, anteriormente asociada a Esquerra Unida i Alternativa en Badia del Vallés y en Montroig donde consiguiron dos concejales.

## Resultados electorales y coaliciones
Estos últimos años se está intentando forjar un proyecto de una nueva confederación al amparo de la Mesa de Unidad de los Verdes, cuyos inicios se pueden rastrear en las coaliciones de EV-Opció y EV-Ecopacifistes en las Elecciones municipales de 2003 y la presencia de miembros de Alternativa Verda en la candidatura del Grupo Verde en las elecciones Europeas del 2004. Esto se concretó más en la coalición entre EV-Opció y EV-Ecopacifistes en Els Verds-Ecologistes y Verds de Catalunya y la semicoalición de estos con EV-Alternativa (EV-Ecologistes se presentó en Barcelona en solitario, EV-Alternativa lo hizo en Tarragona y Gerona). Y se quería consolidar la unión de esos tres grupos, más grupos comarcales y antiguos miembros de Els Verds i Mes en una candidatura unitaria con la denominación de Els Verds que se presentara en un número de municipios catalanes en las elecciones municipales de 2007. Lo que se concretó parece ser un pacto de no agresión entre esas fuerzas: no se duplicarían candidaturas, Opció y Ecopacifistes se presentaron con antiguos miembros de Els Verds y Mes e independientes en Barcelona, Hospitalet de Llobregat, Badalona (en coalición con la Candidatura de Unidad Popular), Sardañola del Vallés, Piera y Montroig. Els Verds del Vallès Oriental fueron en coalición con Esquerra Republicana de Catalunya en Las Franquesas del Vallés y en Granollers con la Candidatura d'Unitat Popular. EV-Alternativa Verda apoyó a la Candidatura de Unidad Popular en Gerona y Celrá, integrando miembros propios en San Felíu de Guixols, se presentó en las poblaciones gerundenses de Rosas y Tosa de Mar y apoyó una candidatura local en Llinars del Vallés .
Los resultados fueron muy malos, obteniendo sólo concejales en Montroig y Las Franquesas del Vallés y la candidatura de Llinars.

## Presente - futuro
La mayoría de estos partidos y afiliados en 2011 se disolvieron y se integraron en Iniciativa per Catalunya Verds-Verdes Equo (desde el 13 de marzo de 2021 se llama Esquerra Verda-Verdes Equo).